# Leopoldo Alas
Pour les articles homonymes, voir Alas (homonymie).
Leopoldo Alas, de son nom complet Leopoldo Enrique García-Alas y Ureña, né le 25 avril 1852 à Zamora (Espagne) et mort le 13 juin 1901 à Oviedo, surnommé « Clarín », est un romancier et journaliste espagnol du XIXe siècle.

## Biographie

### Enfance et formation
Il naît à Zamora, où sa famille a déménagé lorsque  son père a été  nommé gouverneur. Il est le troisième fils du couple,  qui vient d’Oviedo.   
À sept ans il commence à étudier à l’école des jésuites à León. Depuis le début, il s’adapte bien aux normes et à la discipline du centre et il est considéré comme un élève modèle. Ses camarades l’appellent « le gouverneur » en allusion à la profession de son père. Lors de cette première année d’école, il gagne un  prix littéraire qu’il conservera pendant toute sa vie.
L’été 1859, toute la famille revient en Asturies. Il commence à lire deux auteurs qui deviendront ses maîtres : Cervantes et Fray Luis de León. Le 4 octobre 1863, à 11 ans, Leopoldo entre à l’Université d’Oviedo pour faire des « études préparatoires » et il fait la connaissance de trois bons amis qui deviendront aussi écrivains : Armando Palacio Valdés (gl), Tomàs Tuero et Pío Rubín.

### Arrivée à Madrid
Après avoir fini ses études de baccalauréat, il poursuit ses études à Madrid, où il retrouve  ses amis d’Oviedo. Avec eux,  il rencontre d’autres jeunes intellectuels à la Cervecería Inglesa. Il reste à Madrid de 1871 à 1878 pour étudier à la faculté de Droit, où il obtient son doctorat. Les cours des professeurs Adolfo Camus et Nicolás Salmerón lui font découvrir les Krausistes, dont les idées font lentement naître en lui  le doute et le scepticisme philosophique et  religieux.

### El SolfeoetRevista de Asturias
En juillet 1875, il entre à la rédaction du journal de second rang El Solfeo. Son directeur veut que ses collaborateurs prennent comme pseudonyme le nom d’un instrument de musique. Leopoldo choisit « le clairon » (Clarín) qui, à partir de ce moment-là, sera le pseudonyme avec lequel il signera tous ses articles. La colonne où il écrit s’intitule « Azotacalles de Madrid ». De cette façon, il entre dans le monde littéraire de l’époque et depuis sa colonne il commence à faire des critiques pleines d’ironie de la classe politique de la Restauration monarchique après la première république espagnole.
En plus du genre journalistique, il participe à d’autres genres littéraires. L’été de 1876, Clarín écrit ses premiers contes et poésies dans la Revista de Asturias, dirigée par son ami Félix Aramburu.

### Doctorat et Chaire
Le premier juillet 1878, il obtient le titre de docteur en Droit civil et canonique. Il présente sa thèse sur le thème « Le droit et la moralité ». C’est le seul livre où n'apparait pas son pseudonyme, "Clarín". Dans le courant de l’année, il réussira le concours pour devenir professeur d’Économie politique et Statistique à l’Université de Salamanque. Mais il est dépossédé de la place par le comte de Toreno, ministre de l'Instruction Publique de l’époque, qui a été critiqué par Clarín dans El Solfeo.
En 1882, il est nommé professeur d’Économie Politique et Statistique à l’Université de Saragosse et il se marie avec Onofre García Argüelles. L’année suivante, il revient dans les Asturies à l’Université d’Oviedo pour préparer une agrégation de droit romain. Cinq ans plus tard, il obtient également celle de droit naturel.

### Œuvre phare:La Regenta(1884-1885)
La Regenta est un roman-fleuve publié en deux tomes en 1884 et 1885. L'action se déroule à Vetusta, une ville de province imaginaire qui ressemble beaucoup à Oviedo. Certains critiques remarquent des similarités avec Madame Bovary de Flaubert et Anna Karénine de Tolstoï qui pourraient avoir influencé Clarín. Le naturalisme et le krausisme (courant philosophique qui cherchait la régénération culturelle et morale de l'Espagne) sont d'autres influences.
La Regenta compte un grand nombre de personnages.
Pour décrire l'ambiance provinciale et l'écheveau de la vie collective, Clarín utilise des techniques telles que le monologue intériorisé (le monologue intérieur apparaît plus tard, notamment avec Joyce) et le style indirect libre, qui fait que l'histoire est racontée par les personnages à travers leurs pensées. C'est avec ces techniques et une minutieuse étude du personnage dans son milieu que les personnages acquièrent une grande profondeur psychologique.

### Décès
Clarin était malade depuis quelques années et dans les premiers mois de 1901 il est épuisé. Pendant le mois de mai, invité par son cousin, il voyage à León, où il passe des heures vraiment heureuses. Quand il retourne à Oviedo, il tombe très malade. Il est accompagné par son neveu Alfredo Martínez qui est médecin, et qui lui diagnostique une tuberculose intestinale. Le 13 juin 1901, à sept heures du matin, Leopoldo Alas meurt à quarante-neuf ans. Le lendemain il est inhumé dans le cimetière d'El Salvador.

## Travaux
Lorsque les cours universitaires lui laissent du temps libre, il écrit pour les journaux El Globo (es), La Ilustración, El Imparcial et Madrid Cómico, qui publient ses critiques littéraires et des récits satiriques intitulés «Paliques» (causettes), ainsi que ses premiers contes.
En 1881 le livre Solos de Clarín est publié. La même année il publie dans La Ilustración Gallega y Asturiana l’article « La Universidad de Oviedo », dans lequel il fait l’éloge du conseil de professeurs.
C'est à 31 ans qu'il écrit La Regenta, son chef-d’œuvre. Le second volume paraît en juin 1885. En 1886 on édite son premier livre de contes, intitulé Pipá. En 1889, il finit un essai biographique sur Benito Pérez Galdós, pour une collection intitulée « Celebridades españolas contemporáneas ». Fin juin 1891, on édite son second roman: Su único hijo. 
En 1892, Clarín traverse une crise de personnalité et religieuse qui se reflète dans le conte Cambio de Luz, dont le protagoniste représente l’auteur et ses préoccupations, ses doutes religieux et son scepticisme philosophique. Clarín définit ce personnage comme « mystique honteux ».
En 1894, influencé par ses amis l’actrice Maria Guerrero et le dramaturge Echegaray, Clarín publie sa première œuvre théâtrale,  Teresa (essai dramatique en un acte et en prose) qui est une page de sa propre vie, mais la représentation est un échec total.
En 1900, il traduit le roman d’Émile Zola, Travail, pour la Casa Maucci de Barcelone ; mais cela prend plusieurs mois à cause des technicismes et du perfectionnisme de Clarín. Il traduit jour et nuit pour achever à la date indiquée par la maison d’édition. Il y épuise sa santé mais il est heureux de contribuer à faire connaître « le penseur le plus outragé du XIXe siècle ».

## Œuvres (bibliographie)

### Essais
- Solos de Clarín (1881)
- La literatura en 1881 (1882)
- Sermón perdido (1885)
- Folletos literarios . 8 volume (1886 à 1891)
- Nueva campaña (1887)
- Benito Pérez Galdós (Estudio crítico biográfico) (1889)
- Ensayos y revistas (1892)
- Palique (1894)

### Romans
- La Regenta (1884-85) — Traduction française:
  - Léopoldo Alas dit Clarin  , La Régente,  traduit par Belot, Bleton, Botrel, Jammes et Lissorgues. Introduction de Yvan Lissorgues, Paris, Fayard, 1987, 735 p .   (ISBN 2213020124)  (ISBN 978-2213020129)
- Su único hijo (1890) — Traduction française:
  - L. Alas dit Clarin, Son fils unique, trad. Claude Bleton, Paris, Fayard, coll. "Littérature étrangère" , 1990, 291p.  (ISBN 2213025746)  (ISBN 978-2213025742)

### Contes
- Leopoldo Alas dit Clarin, Le Coq de Socrate et autres contes, trad. Jean-François Botrel et Yvan Lissorgues, édition bilingue, Paris, J.Corti, 1992, 350 p.    (ISBN 2714304672)  (ISBN 978-2714304674)

#### publiés de son vivant
- Pipá (1886)
- Doña Berta, Cuervo, Superchería (1892)
- El Señor y lo demás son cuentos  (1893)
- Cuentos Morales  (1896)
- El gallo de Sócrates (1901)

#### édition complète
Carolyn Richmond (ed.)  Cuentos completos de Leopoldo Alas "Clarín", Madrid, Alfaguara, 2000 (2 vol.)

## Quelques études sur l'auteur
- Yvan Lissorgues  Leopoldo Alas Clarín, en sus palabras (1852-1901). Biografía, Oviedo, Ediciones Nobel, 2007 (1176 p.)  (ISBN 8484592235)  (ISBN 978-8484592235) — présentation: pdf
- Noël VALIS, Leopoldo Alas (Clarín): An Annotated Bibliography, Supplement I. London: Tamesis; 2002.  — compte-rendu
- Carole Fillière L'esthétique ironique de Leopoldo Alas Clarín,  Madrid, Casa de Velázquez, 2011 . (340 p.) (ISBN 8496820602)  (ISBN 978-8496820609) Lire extraits

### Articles en français
- Yvan Lissorgues  Idée et réalité dans «Su único hijo» de Leopoldo Alas, Clarín  — lire en ligne
- Carole Fillière   Solitude et poétique de la perte chez Leopoldo Alas Clarín.  Colloque « Représentations littéraires et picturales de la douleur, xixe-xxie siècles », université de Clermont-Ferrand, 2007.  — lire en ligne
- Jean-François Botrel  Petits échos du Grand Réalisme espagnol dans la critique littéraire française (1877-1987)  Revue ATALA nº11, lycée Chateaubriand de Rennes, 2008   — Sur la réception de La Regenta en France-pdf